# ليساندر سبونر
ليساندر سبونر (بالإنجليزية: Lysander Spooner)‏ (19 يناير/ كانون الثاني - 14 مايو/ أيار 1887) فيلسوف سياسي أمريكي، روائي، مؤلف كتيبات وموحّد ومؤيد لإلغاء العبودية وأناركي فرداني وباحث في النظريات القانونية وعضو في المنظمة الاشتراكية الدولية الأولى وأحد روّاد القرن التاسع عشر. كان مدافعاً قوياً عن الحركة العمالية ومناهضًا للسلطوية وأناركياً فردانياً في آرائه السياسية.
تشتمل أهم كتابات سبونر على كتاب إلغاء عقوبة الإعدام تحت اسم «عدم دستورية العبودية» و«ليست خيانة: دستورية اللا سلطوية» والذي يعارض اتهامات الخيانة ضد الانفصاليين. وهو معروف أيضاً بمنافسته مع مكتب البريد بشركته الأمريكية لرسائل البريد. لكن تم إغلاقها بسبب مشاكل قانونية مع الحكومة الفيدرالية.

## السيرة الذاتية

### النشأة
وُلد سبونسر في مزرعة في آثول في ولاية ماساتشوستس في 19 يناير/كانون الثاني في عام 1808 وتوفي في مايو/ أيار في عام 1887 في بوسطن. كان والدا سبونسر هما آسا ودوللي سبونسر. وصل أحد أسلافه، ويليام سبونسر، إلى بليموث في عام 1637. كان الولد الثاني بين تسعة أولاد، وكان والده ربوبياً ومن المُتوقع أنه سمّى ابنيه الكبيرين ليندر وليساندر تيمّناً بالبطلين الوثني والاسبارطي على التوالي.

### مسيرة الحياة القانونية
بدأ سبونسر نشاطه بحياته المهنية كمحامٍ انتهك بنفسه قانون ماساتشوستس، درس سبونسر القانون تحت إشراف محامين بارزين، وسياسيين وإبطاليين مثل جون ديفيس ولاحقاً السيناتور وحاكم ماساتشوستس، وتشارلز ألين سيناتور سيناتون الولاية وممثل حزب الوطن الحر. لكنه مع ذلك لم يلتحق بالجامعة أبداً. وفقاً لقوانين الولاية كان يجب على خريجي الجامعات أن يتعلموا مع محامٍ لمدة ثلاث سنوات بينما على غير الخريجين أن يقوموا بذلك لمدة خمس سنوات.
بتشجيع من مستشاريه القانونيين أنهى تدريبه في وورستر في ماساتشوستس بعد ثلاث سنوات فقط، متحدياً المحكمة بذلك. واعتبر امتياز الثلاث سنوات الخاص بخريجي الجامعات بمثابة تمييز تدعمه الولاية ضد الفقراء ويؤمن أيضاً دخلاً احتكارياً لأولئك الذين يستوفون الشروط. وقال: «لم يتجرأ أحد حتى الآن على المرافعة بشكل مباشر لسبب بشع هو أن القانون يحمي الأغنياء من المنافسة مع الفقراء». في عام 1836 ألغى المجلس التشريعي ذلك القيد وعارض جميع متطلبات الترخيص المتعلقة بالمحامين والأطباء وأي أحد كان ممنوعاً من العمل بسبب هذه المتطلبات.
بالنسبة لسبونر فإن منع شخص من العمل مع شخص آخر دون رخصة مهنية كان انتهاكاً للحق الطبيعي في التعاقد. دافع سبونر عن القانون الطبيعي أو ما كان يدعوه علم العدالة، الذي يعتبر أعمال الإكراه ضد الأفراد وملكياتهم -بما فيها الضرائب- إجرامية لأنها غير أخلاقية بينما لا تُعتبر الأعمال الإجرامية التي تنتهك فقط القوانين الاعتباطية التي من صنع الإنسان إجرامية بالضرورة. بعد مسيرته المهنية القانونية المخيبة للآمال وفشل مسيرته المهنية في المضاربات العقارية في أوهايو، عاد سبونر إلى مزرعة والده في عام 1840.

### شركة رسائل البريد الأمريكية
كونه مدافعاً عن العمل الحر ومناهضاً لقوانين الحكومة في تنظيم الأعمال، بدأ سبونر مشروعه التجاري الخاص باسم شركة رسائل البريد الأمريكية التي تنافست مع المكتب البريدي الذي كانت ضرائبه عالية في أربعينيات القرن التاسع عشر. في عام 1844، أسس سبونر شركة رسائل البريد الأمريكية، والتي كانت لها مكاتب في مدن مختلفة، بما فيها بالتيمور وفيلادلفيا ومدينة نيويورك. يمكن شراء الطوابع ولصقها على الرسائل لإرسالها إلى أي واحد من مكاتبهم. ومن هنا كان يتم إرسال العملاء الذين كانوا يسافرون على متن السكك الحديدية والزوارق البحرية وكانوا يحملون الرسائل في حقائب يدوية. كان يتم تحويل الرسائل إلى المراسلين في المدن على طول الطريق، الذين بدورهم يسلمون الرسائل إلى العناوين. وشكّل ذلك تحدياً للاحتكار القانوني لمكتب البريد.
وكما فعل عندما تحدّى قوانين نقابة المحامين في ماساتشوستس، نشر سبونر منشوراً بعنوان «عدم دستورية قوانين الكونغرس في حظر الرسائل الخاصة». على الرغم من أن سبونر حقق أخيراً نجاحاً تجارياً من خلال شركة البريد الخاصة به، لكن التحديات القانونية التي فرضتها الحكومة استنفدت موارده المالية في النهاية. تم تشريع قانون في عام 1851 يعزز احتكار الحكومة الفيدرالية جعله في النهاية يخرج من هذه التجارة. كان الإرث الباقي من تحدي سبونر لخدمة البريد تخفيض رسوم بريد الرسائل من 5 سنتات إلى 3 سنتات، نتيجة المنافسة التي سببتها شركته.

### إلغاء تجارة العبيد
حقق سبونر شهرته الواسعة كرمز في حركة إلغاء العبودية. أشهر أعماله هو كتاب بعنوان «عدم دستورية العبودية»، ونُشر في عام 1845. ساهم كتاب سبونر في إثارة الجدل بين مؤيدي إلغاء العبودية فيما إذا كان الدستور يدعم العبودية. جادلت عصبة الانفصاليين التي كان يقودها ويليام لويد غاريسون وويندل فيليبس أن الدستور اعترف قانونياً بفرض الاضطهاد على العبيد كما ذُكر في أحكام القبض على العبيد الهاربين في المادة الرابعة، القسم الثاني. وبصورة أعم، اختلف فيليبس مع فكرة سبونر أن أي قانون غير عادل يجب أن يُعتبر باطلاً قانونياً من قبل القضاة.
هاجم سبونر الادعاء الذي يقول إن نص الدستور يسمح بالعبودية. على الرغم من أنه اعترف أن الآباء المؤسسين على الأغلب لم يكن لديهم النية بتحريم العبودية عندما كتبوا الدستور، وجادل سبونر بأن معنى النص المكتوب فقط هو القابل للتنفيذ وليس النوايا السرية لكاتبيه. استخدم نظاماً معقداً من البراهين القانونية والطبيعية القانونية ليبين أن البنود التي تم شرحها كداعمة للعبودية لم تكن في الواقع تدعم العبودية وأن العديد من فقرات الدستور تمنع الولايات من فرض العبودية. تم الاستشهاد ببراهين سبونر من قبل الإبطاليين ومؤيدي الدستور مثل جيريت سميث وحزب الحرية، والذي أشاد بنده الرئيسي الثاني والعشرين في برنامجهم عام 1849 بكتاب سبونر «عدم دستورية العبودية». قَبل فريدريك دوغلاس، الانفصالي الغاريسوني (الداعم لتحرير العبيد)، الموقف المؤيد للدستور واستشهد ببراهين سبونر ليشرح تغيّر رأيه.
منذ نشر هذا الكتاب في عام 1861، قام سبونر بحملة نشطة من الاحتجاجات ضد العبودية. في أواخر خمسينيات القرن التاسع عشر، تم توزيع نسخ من كتابه على أعضاء من الكونغرس ما سبب حدوث جدال بينهم حول محتواه. حتى السيناتور ألبيرت ج.براون من ميسيسيبي، وهو مؤيد للعبودية، أشاد بالدقة الفكرية للبراهين وأقرّ بأنه كان أصعب تحدٍ قانوني يراه من رافضي العبودية حتى ذلك اليوم. في عام 1858، نشر سبونر «خطة لإلغاء العبودية» داعياً لاستخدام حرب العصابات ضد مالكي العبيد من قبل العبيد السود والجنوبيين غير المالكين للعبيد، مع مساعدة من الجنوبيين الرافضين للعبودية. كما تآمر سبونر أيضاً مع جون براون للتشجيع على عصيان مسلح في الجنوب، وشارك في مؤامرة تم إجهاضها لإطلاق سراح براون بعد احتجازه بعد الغارة الفاشلة على معبر هاربر، فيرجينيا (الآن هو جزء من ولاية فرجينيا الغربية). 
على الرغم من أن سبونر قد دعا إلى استخدام العنف لإلغاء العبودية، إلا أنه ندّد باستخدام الجمهوريين للعنف لمنع الولايات الجنوبية من الانفصال خلال الحرب الأهلية الأمريكية. نشر عدّة رسائل وكتيّبات عن الحرب، بحجّة أن الهدف الجمهوري لم يكن القضاء على العبودية، بل كان الحفاظ على الاتحاد بالقوة. ألقى اللوم بشأن سفك الدماء على القادة السياسيين الجمهوريين مثل وزيرالخارجية ويليام ه. سيوارد والسيناتور تشارلز سومنر، الذين غالباً ما كانوا ينتقدون العبودية ولكن لم يهاجموها حتى الآن على أساس دستوري واتبعوا سياسات عسكرية تُعتبر انتقاميّة ومسيئة.
على الرغم من إدانته لفرض العبودية، اعترف سبونر بحق الولايات الأمريكية بالانفصال باعتباره مظهرًا موافقًا عليه من قبل الحكومة، وهو مبدأ قانوني ودستوري أساسي بالنسبة لفلسفة سبونر. في المقابل فإن الولايات الشمالية كانت تحاول حرمان الجنوبيين من هذا الحق بالقوة العسكرية. عارض بشدّة الحرب الأهلية، معتبراً أنها انتهكت حق الولايات الجنوبية بالانفصال عن الاتحاد الذي لم يعد يمثلها. اعتقد أنهم كانوا يحاولون إعادة الولايات الجنوبية إلى الاتحاد ضد رغبة الجنوبيين. وناقش بأن حق الولايات بالانفصال ينبع من الحق الطبيعي للعبيد أن يكونوا أحراراً. لم يحظَ هذا الجدال بشعبية في الشمال والجنوب بعد بدء الحرب الأهلية لأنه تعارض مع الموقف الرسمي لكل من الحكومتين.

### الحياة اللاحقة والموت
تابع سبونر الكتابة والنشر بشكل مكثف خلال العقود التي تلت إعادة الإعمار، منتجاً أعمالاً مثل «القانون الطبيعي أو علم العدالة». ودافع في محاكمة هيئة المحلفين عن فكرة إلغاء هيئة المحلفين والتي تنص على أنه «في مجتمع حر، لا تتمتع هيئة المحلفين فقط بالسلطة للحكم على وقائع القضية، بل وعلى شرعية القانون الذي تتحاكم فيه القضية». إذ يسمح لهيئة المحلفين بأن يرفضوا الإدانة إذا اعتبروا القانون الذي يحقق الإدانة غير شرعي. أصبح سبونر مرتبطاً بجريدة الحرية الفردية الأمريكية لبنيامين تاكر التي نشرت جميع أعماله اللاحقة بشكل تسلسلي والتي كتب لها عدة أعمدة افتتاحية عن الأحداث الراهنة. كما ناقش بأن «جميع الثروات تقريباً تُجمع من رأس مال وعمالة رجالٍ آخرين مختلفين عن أولئك الذين يجنونها».
كان سبونر معروفاً بشكل نسبي وأمضى الكثير من وقته في في بوستون، أثينيوم. توفي في مايو/ أيار في عام 1887 عن عمر يناهز 79 عاماً في منزله القريب في شارع 109 ميرتل، بوستون. لم يتزوج أبداً ولم يكن لديه أطفال. نظم تاكر جنازته وكتب نعياً ودوداً بعنوان «نسطورنا المأخوذ منا» والذي ظهر في جريدة الحرية في 28 مايو/ أيار وتوقّع أن اسم ليساندر سبونر سيكون من الآن فصاعداً اسماً له وقعه بين الرجال».

## روابط خارجية
- ليساندر سبونر على موقع إن إن دي بي (الإنجليزية)